# Universidade Pantheon-Assas
Universidade Pantheon-Assas (em francês: Université Panthéon-Assas) é uma universidade em Paris, capital da França, geralmente conhecida como "Assas" ou "Paris II". Foi estabelecida para suceder a faculdade de direito e economia da Universidade de Paris (Sorbonne), quando esta foi subdividida em 13 universidades autônomas em Maio de 1968. É considerado herdeiro direto da Faculdade de Direito de Paris, a segunda faculdade de Direito mais antiga do mundo, fundada no século XII.